# 驅魔人前傳
《驅魔人前傳》（英語：Exorcist: The Beginning）是一部2004年的美國恐怖片，是1973年電影《驅魔人》的前傳，也是「驅魔人系列電影」的第四部。由小威廉·威謝爾、卡雷布·卡爾和亞力克·霍利改編，雷尼·哈林導演，史戴倫·史卡斯格、依莎貝拉·絲科魯波、詹姆士·達西、本·克羅斯、賴夫·布朗以及亞倫·福主演。
《驅魔人前傳》改拍自保羅·許瑞德於當時已經攝製完成的《驅魔人外傳》，原因是 Morgan Creek Productions 公司擔心後者無法取得商業成功。但雷尼·哈林的這部電影得到的是壓倒性的負面評價，並未取得商業性成功。隨後保羅·許瑞德導演的版本由公司允准發佈，和雷尼的版本相比，保羅版獲得更多好評，但綜合來看依舊是負面評價居多。

## 主要角色
- 史戴倫·史卡斯格 飾 梅林神父
- 依莎貝拉·絲科魯波 飾 莎拉
- 詹姆士·達西 飾 法蘭西斯神父
- 賴夫·布朗（英语：Ralph Brown） 飾 軍士長
- 本·克羅斯 飾 賽默利耶
- 亞倫·福（英语：Alan Ford (actor)） 飾 謝菲斯
- 大衛·布拉德利 飾 喬內蒂神父

## 外部連結
- 互联网电影数据库（IMDb）上《驅魔人前傳》的资料（英文）
- AllMovie上《驅魔人前傳》的资料（英文）
- Box Office Mojo上《驅魔人前傳》的資料（英文）
- 爛番茄上《驅魔人前傳》的資料（英文）
- Metacritic上《驅魔人前傳》的資料（英文）
- Yahoo!奇摩電影上《大法師：吸魂首部曲 （页面存档备份，存于）》的頁面 （繁體中文）
- 開眼電影網上《大法師：吸魂首部曲 （页面存档备份，存于）》的資料 （繁體中文）
- 香港得利影視官網上《驅魔人前傳[永久]》的DVD資料 （繁體中文）